# Кнудсен, Йонас
Йонас Йорт Кнудсен (дат. Jonas Hjort Knudsen; род. 16 сентября 1992, Эсбьерг, Рибе) — датский футболист, защитник, игрок сборной Дании.

## Клубная карьера
Кнудсен — воспитанник клуба «Эсбьерг». 28 марта 2010 года в матче против «Раннерс» он дебютировал в датской Суперлиге. 16 мая 2013 года в поединке против «Оденсе» Йонас забил свой первый гол за клуб. В том же году Кнудсен помог «Эсбьергу» выиграть Кубок Дании.
Летом 2015 года Йонас перешёл в английский «Ипсвич Таун».  20 июня 2019 года Кнудсен подписал контракт со шведским клубом «Мальмё», в который перешёл бесплатно.

## Международная карьера
28 мая 2014 года в товарищеском матче против сборной Швеции Кнудсен дебютировал за сборную Дании.
В 2015 году в составе молодёжной сборной Дании принял участие в молодёжном чемпионате Европы в Чехии. На турнире он сыграл в матчах против сборных Чехии, Германии и Швеции.

## Статистика

### Матчи Кнудсена за сборную Дании
| Матчи Кнудсена за сборную Дании | Матчи Кнудсена за сборную Дании | Матчи Кнудсена за сборную Дании | Матчи Кнудсена за сборную Дании | Матчи Кнудсена за сборную Дании | Матчи Кнудсена за сборную Дании |
| ------------------------------- | ------------------------------- | ------------------------------- | ------------------------------- | ------------------------------- | ------------------------------- |
| №                               | Дата                            | Соперник                        | Счёт                            | Голы Кнудсена                   | Соревнование                    |
| 1                               | 28 мая 2014                     | Швеция                          | 1:0                             | —                               | Товарищеский матч               |
| 2                               | 3 сентября 2014                 | Турция                          | 1:2                             | —                               | Товарищеский матч               |
| 3                               | 27 марта 2018                   | Чили                            | 0:0                             | —                               | Товарищеский матч               |
| 4                               | 1 июля 2018                     | Хорватия                        | 1:1 (2:3 пен.)                  | —                               | Чемпионат мира 2018             |
| 5                               | 16 октября 2018                 | Австрия                         | 2:0                             | —                               | Товарищеский матч               |
| 6                               | 19 ноября 2018                  | Ирландия                        | 0:0                             | —                               | Лига наций УЕФА 2018/2019       |
| 7                               | 15 октября 2019                 | Люксембург                      | 4:0                             | —                               | Товарищеский матч               |

Итого: 7 матчей / 0 голов; 3 победы, 2 ничьи, 2 поражения.

## Достижения
«Эсбьерг»
- Обладатель Кубка Дании — 2012/13